# Nathan Moore
Nathan Marcellus Moore (Londra, 10 gennaio 1965) è un cantante inglese di musica leggera.
È un cantante, idolo pop, ex membro di due boy band (Brother Beyond, tra la fine degli anni ottanta e l'inizio degli anni novanta, e Worlds Apart, a cavallo tra gli anni novanta e il Nuovo Millennio) e, successivamente, manager per altri artisti, oltre che, di recente, concorrente di reality show.

## Biografia musicale
Il vero nome è Nathan Marcellus Moore ed è nato a Stamford Hill, Londra, Inghilterra. Si fa conoscere inizialmente come cantante solista della boy band britannica dei Brother Beyond, a cui si unisce nel 1986. Dopo quattro singoli di scarso successo, nessuno dei quali riesce ad entrare nella UK Top 40, e un cambio di formazione, con il batterista Eg White che viene sostituito da Steve Alexander, la loro casa discografica, la major EMI, li mette alle strette, lanciando loro un minaccioso ultimatum che, di fatto, li costringe ad avere successo con il nuovo singolo, pena il licenziamento dall'etichetta.
Fortunatamente, il noto trio di produttori inglese Stock, Aitken & Waterman (SAW o S/A/W, in breve), già molto famosi, per aver portato al successo un gran numero di artisti, decidono di mettere all'asta i propri servizi, devolvendo gli introiti in beneficenza. L'asta viene vinta proprio dalla EMI e dai Brother Beyond, per i quali SAW producono The Harder I Try, che sale fino al Numero 2 della classifica dei singoli, in Gran Bretagna, bloccata soltanto dall'enorme successo cinematografico di Phil Collins, la cui relativa colonna sonora, A Groovy Kind of Love, non accenna a scendere dalla vetta.
Dopo aver inciso qualche singolo di successo, come He Ain't No Competition, Be My Twin e il remix di Can You Keep a Secret?, e un paio di album con la sua prima band, "Get Even" e "Trust", a causa del flop di quest'ultimo long playing, realizzato dai soli membri del gruppo, senza i tre celebri produttori (cosa che Nathan definisce oggi, sul suo sito Web, un grande errore), e nonostante un ultimo moderato successo Stati Uniti con il singolo d'addio, The Girl I Used to Know, i Brother Beyond di sciolgono.
Qualche tempo dopo, Nathan Moore entra a far parte di un'altra boy band, Worlds Apart, che, nuovamente, dopo un incerto debutto nella madrepatria, e un cambio di formazione, sarebbe diventata un fenomeno pop, stavolta, però, nelle classifiche francesi.
Dopo numerosi singoli e quattro album, e nonostante un discreto successo europeo, anche il nuovo gruppo si scioglie, e Nathan, seguendo le orme di uno dei suoi rivali nelle classifiche degli anni ottanta, lo sfortunato Craig Logan (ex bassista dei Bros
, uscito - quasi cacciato - dalla band, dopo il successo del loro primo album, Push), si lancia nel mondo del management musicale, rappresentando una serie di artisti pop, tra cui Jessica Garlick.
Tra i lavori solisti di Nathan Moore, che non ha avuto molta fortuna da solo, bisogna ricordare il brano intitolato If There Was Love, un duetto con un'altra star degli anni ottanta, la bionda cantante pop rock Kim Wilde, registrato nel 2002, ma mai pubblicato, a causa di una diffusa mancanza di interesse da parte delle case discografiche (il brano è comunque disponibile per i fan sul sito web dell'artista, Nathan Moore Official).
Nel corso del Nuovo Millennio, Moore si lancia nel mondo dei reality show, sia partecipandovi in prima persona come cantante, nel programma musicale di revival Hit Me Baby One More Time, ma anche in qualità di manager di Lisa Scott-Lee, nella trasmissione di MTV Europe intitolata Totally Scott-Lee. Un altro programma a cui Nathan ha preso parte come manager è stato Boys Will Be Girls, trasmesso da E4 / Channel 4, uno show di sei settimane, andato in onda a partire dal mese di aprile del 2006, a cui hanno partecipato anche i membri del gruppo musicale dei Fast Food Rockers. Lo scopo del divertente spettacolo era quello di far passare una band formata da ex membri di gruppi pop maschili per una nuova band di ragazze. Durante la trasmissione, il trio (battezzato The Honeytraps) è stato ripreso mentre prendeva lezioni su come essere femminile, e ha registrato un singolo che è possibile scaricare da Internet, una cover di un brano degli anni ottanta del gruppo degli A Flock of Seagulls, intitolato Wishing (If I Had a Photograph of You).
Il 18 luglio 2006, Nathan Moore ha rilasciato una dichiarazione, tramite il suo sito Web, nella quale ha annunciato di aver smesso di fare da manager ai suoi artisti (tranne il cantante James Fox, che continua di fatto ad essere gestito dalla sua agenzia di management, la Hyperactive), dicendo di volersi concentrare in lavori radiofonici e televisivi, oltre che tornare a registrare nuovi brani e a suonare dal vivo. Nel 2007, Nathan ha infatti deciso, con Steve Hart e Cal Cooper, suoi ex compagni nel secondo gruppo, di riformare la band Worlds Apart.
Tra l'altro, l'8 settembre del 2007, Nathan Moore si è sposato con la sua ragazza, Donna Fisher, a Maiorca, Spagna.

## Discografia

### Brother Beyond (1986-1991)

#### Singoli
- "I Should Have Lied" (1986) [Non è entrato nella UK Top 75]
- "How Many Times" (1987) [UK Top 75: Numero 62]
- "Chain-Gang Smile" (1987) [UK Top 75: Numero 57]
- "Can You Keep a Secret?" (1988) [UK Top 75: Numero 56]
- "The Harder I Try" (1988) [UK Top 75: Numero 2]
- "He Ain't No Competition" (1988) [UK Top 75: Numero 6]
- "Be My Twin" (1989) [UK Top 75: Numero 14]
- "Can You Keep a Secret? (Re-mix)" (1989) [UK Top 75: Numero 22]
- "Drive On" (1989) [UK Top 75: Numero 39]
- "When Will I See You Again?" (1989) [UK Top 75: Numero 43]
- "Trust" (1990) [UK Top 75: Numero 53]
- "The Girl I Used to Know" (1991) [UK Top 75: Numero 48]

#### Album
- Get Even (1988; 1ª ed. con Eg White alla batteria e i brani "Somebody Somewhere" e "Sunset Bars", realizzati dai Brother Beyond)
- Get Even (1988; 2ª ed. con Steve Alexander alla batteria e i brani "The Harder I Try" e "He Ain't No Competition", realizzati da Stock, Aitken & Waterman)
- Trust (1989)
- The Very Best of Brother Beyond (2005)
- Get Even (2011) riedizione della Cherry Pop Records UK con l'aggiunta di alcune "bonus tracks" tra le quali le versioni remixate di "The Harder I Try" e "He Ain't No Competition" unici grandi successi del gruppo, prodotti da Stock Aitken Waterman e mai pubblicate su cd fino ad oggi.

### Worlds Apart (1994-oggi)

#### Singoli
- "When It's Christmas Time" (1995, Germania)
- "Baby Come Back" (1996)
- "Everybody" (1996)
- "Just Say I Said Hello" (1996)
- "Je Te Donne" (1996)
- "Everlasting Love" (1996)
- "I Was Born to Love You" (1997)
- "You Said" (1997)
- "Rise Like the Sun" (1997)
- "Quand Je Rêve de Toi" (1997)
- "Sie Liebt Dich" (1997, Germania) [cover di "She Loves You" dei Beatles, in tedesco]
- "Je Serai Là" (1997)
- "Back to Where We Started" (1998)
- "Close Your Eyes" (1998)
- "I Will" (2000)

#### Album
- Everybody (1996)
- Don't Change (1997)
- Here and Now (2000)
- The Brotherhood (2002, solamente on-line)